# Faisan de Wallich
Catreus wallichii
Genre
Espèce
Statut de conservation UICN

 VU C2a(i) : Vulnérable
Statut CITES
Le Faisan de Wallich (Catreus wallichii) est une espèce d'oiseaux de la famille des Phasianidae. D'après Alan P. Peterson, c'est une espèce monotypique et la seule du genre Catreus.

## Nomenclature
Son nom est attribué au botaniste danois Nathaniel Wallich (1786–1854).

## Distribution
La répartition, discontinue, suit une bande longeant les contreforts de l’Himalaya et allant du district de Hazara (nord du Pakistan) jusqu’à la rivière Kali Gandaki (centre-ouest du Népal) en passant par l’Himachal Pradesh et l’Uttar Pradesh (nord de l’Inde).

## Habitat

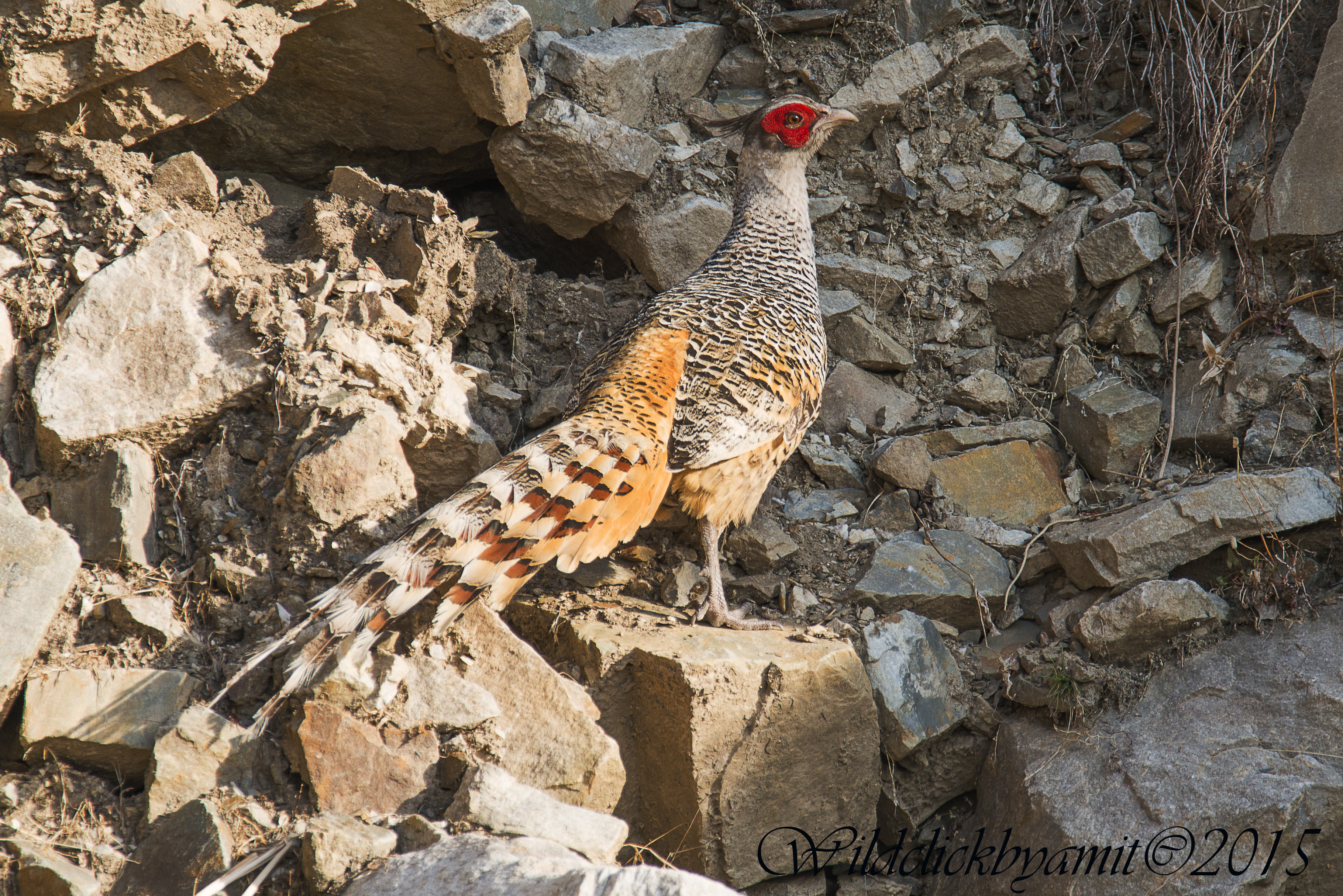
en Uttarakhand

Le faisan de Wallich est une espèce de moyenne montagne (1000-3250 m) marquant une légère migration à plus basse altitude en hiver. Il affectionne les versants rocheux et les ravins escarpés, tapissés d’herbe plutôt courte et parsemés de buissons bas et d’arbres rabougris (chênes, pins, rhododendrons). Il ne fréquente que les habitats relativement ouverts avec des buissons bas et peu denses, d’où une distribution discontinue, en taches (Hennache 1994a).

## Alimentation
Le régime alimentaire du faisan de Wallich, essentiellement végétarien, comporte des racines, des bulbes et des tubercules qu’il déterre en piochant la terre à la manière des lophophores et des hokis, mais il prélève aussi des fragments de feuilles et d’herbes, des graines et des baies. En captivité ce faisan creuse des trous dans le gazon afin d’accéder aux racines (Hennache & Ottaviani 2006).

## Comportement non social
Le faisan de Wallich se nourrit le matin et le soir, restant à couvert dans les bois clairs et sous les buissons en milieu de journée. Il serait plus actif le soir que le matin, fourrageant à la lisière de la forêt de chênes en bordure des prairies, mais les cris sont plus nombreux en matinée (Hennache & Ottaviani 2006).

## Comportement social
Le faisan de Wallich est une espèce monogame à organisation sociale développée, variable suivant les saisons. En hiver, les oiseaux forment des groupes constitués de plusieurs familles (deux ou plus) mais, à l’approche du printemps, ils se fragmentent en couples, chacun d’eux gagnant un territoire de reproduction (environ 12 ha, d’après Lelliott 1981) qu’il va défendre jalousement, parfois avec l’aide d’un mâle sub-adulte (Kaul 1989a). Les poussins naissent vers la fin du mois de juin et restent avec les parents. À ce sujet, il est à remarquer le mâle Wallich est le seul, parmi toutes les espèces de faisans, à participer réellement à l’élevage des jeunes. À l’approche de l’hiver, les territoires disparaissent et les familles se rassemblent en troupes plus importantes pouvant compter jusqu’à 15 oiseaux.
A l’approche de la saison de reproduction, les Wallich migrent légèrement pour gagner des altitudes supérieures (entre 1500 et 3000 m). Le mâle, parfois aidé de sa femelle, défend le territoire choisi par des cris puissants, qu’il pousse à la façon des hokis, tête pointée vers le haut, et plus rarement, par des combats (Hennache 1994a).

## Parade nuptiale
La parade nuptiale est latérale, peu élaborée, discrète, difficile à observer et rappelle celle des hokis (Hennache 1994a). Le mâle, cou tendu vers l’avant, étale ses rectrices et les dirige en direction de la femelle tout en abaissant très légèrement l’aile située du côté de sa partenaire. La parade est accompagnée d’offrandes de nourriture et de discrets bruissements d’ailes. Les caroncules du mâle sont élargies et la crête légèrement relevée à l’horizontale mais, à la différence des eulophes, elle ne joue pratiquement aucun rôle dans la parade.

## Nidification
La saison de nidification dure de fin avril à juin avec un début plus tardif en altitude. La plus grande fréquence d’éclosion se situe fin juin, à l’arrivée de la mousson, et concorde avec l’explosion démographique des populations d’insectes. Il est probable que ces derniers jouent un certain rôle dans l’élevage des jeunes. La femelle niche habituellement sous des rochers. Le site typique de nidification est la base d’un rocher couvert d’herbes et de buissons, à proximité d’une forêt claire de chênes ou de pins sur un versant fortement escarpé. Le nid est une légère dépression sur le sol. La poule couve seule pendant 26 jours mais le mâle reste à proximité. Rappelons que le mâle prend une part aussi active que la femelle dans la protection et l’élevage des jeunes. En cas de disparition totale de la couvée, la poule fait une ponte de remplacement mais, dans la nature, aucun couple ne produit, semble-t-il, plus de deux jeunes par an.

## Prédation, compétition
De récentes études ont montré que la prédation sur les nids par l’homme ou les corvidés est importante. D’autres prédateurs comme des renards, des civettes, des chats et des martres ont aussi été incriminés. Son habitat, relativement ouvert, ne met jamais le Wallich en compétition avec d’autres espèces comme l’eulophe ou le lophophore, qui occupent des biotopes plus boisés (Hennache 1994a).

## Statut, conservation
La chasse, le braconnage, le surpâturage, les brûlis, l’empiétement de l’agriculture, le dérangement humain dû aux travaux des champs et l’érosion des sols sont autant de menaces pour le faisan de Wallich. La physionomie ouverte de son habitat, ainsi que le caractère sédentaire et la nature très vocale de ce faisan le rendent particulièrement vulnérable face aux chasseurs. Pourtant cette espèce sait tirer parti des activités humaines et pourrait multiplier ses effectifs si on lui en laissait la possibilité…

## Réintroduction
Les réintroductions d’oiseaux sont suffisamment rares pour que l’on parle de celle du faisan de Wallich, tentée dans les années 80 dans le parc national des Margallah Hills au Pakistan, d’autant plus que ce fut un échec complet (Hennache 1994b).
De 1978 à 1991, des milliers d’œufs provenant d’éleveurs anglais, belges et néerlandais furent envoyés au Pakistan afin d’assurer la production de faisandeaux destinés au lâcher, les œufs produits sur place étant en nombre insuffisant pour mener le projet. Quatre méthodes furent utilisées successivement pour élever les jeunes : finalement c’est l’élevage par les parents, directement en volière de prélâcher, qui fut retenue, à partir de 1988. Des 5997 œufs utilisés pour ce projet, en 15 ans, 2448 poussins naquirent, 940 furent élevés et 697 relâchés. Très peu d’oiseaux survécurent.